# Осиновка (Забайкальский край)
Осиновка — село в Красночикойском районе Забайкальского края России. Входит в состав сельского поселения «Захаровское».

## География
Село находится в северной части района, в пределах правобережной части долины реки Чикой, на правом берегу реки Исатуй, на расстоянии примерно 50 километров (по прямой) к северо-востоку от села Красный Чикой. Абсолютная высота — 817 метров над уровнем моря.
Климат
Климат характеризуется как резко континентальный. Средняя температура самого тёплого месяца (июля) составляет 14 — 16 °С (абсолютный максимум — 36 °С). Средняя температура самого холодного месяца (января) — −22 — −26 °С (абсолютный минимум — −53 °С). Годовое количество осадков — 350—500 мм.
Часовой пояс
Село Осиновка находится в часовой зоне МСК+6. Смещение применяемого времени относительно UTC составляет +9:00.

## История
Основано в 1795 году.

## Население
| 1989 | 2002 | 2010 | 2021 |
| ---- | ---- | ---- | ---- |
| 225  | ↘220 | ↘169 | ↘131 |

Половой состав
По данным Всероссийской переписи населения 2010 года в гендерной структуре населения мужчины составляли 47,3 %, женщины — соответственно 52,7 %.
Национальный состав
Согласно результатам переписи 2002 года, в национальной структуре населения русские составляли 100 % из 220 чел.

## Инфраструктура
В селе функционируют центр досуга и фельдшерско-акушерский пункт.

## Улицы
Уличная сеть села состоит из двух улиц:
- ул. Култук
- ул. Центральная